# Lill-Grossjön
Lill-Grossjön är en sjö i Bräcke kommun i Jämtland och ingår i Indalsälvens huvudavrinningsområde. Sjön har en area på 0,0968 kvadratkilometer och ligger 253,1 meter över havet.

## Delavrinningsområde
Lill-Grossjön ingår i det delavrinningsområde (699384-152494) som SMHI kallar för Inloppet i Lövsjön. Medelhöjden är 303 meter över havet och ytan är 14,4 kvadratkilometer. Det finns inga avrinningsområden uppströms utan avrinningsområdet är högsta punkten. Vattendraget som avvattnar avrinningsområdet har biflödesordning 3, vilket innebär att vattnet flödar genom totalt 3 vattendrag innan det når havet efter 117 kilometer. Avrinningsområdet består mestadels av skog (86 procent). Avrinningsområdet har 0,21 kvadratkilometer vattenytor vilket ger det en sjöprocent på 1,5 procent.